# 仙人温泉

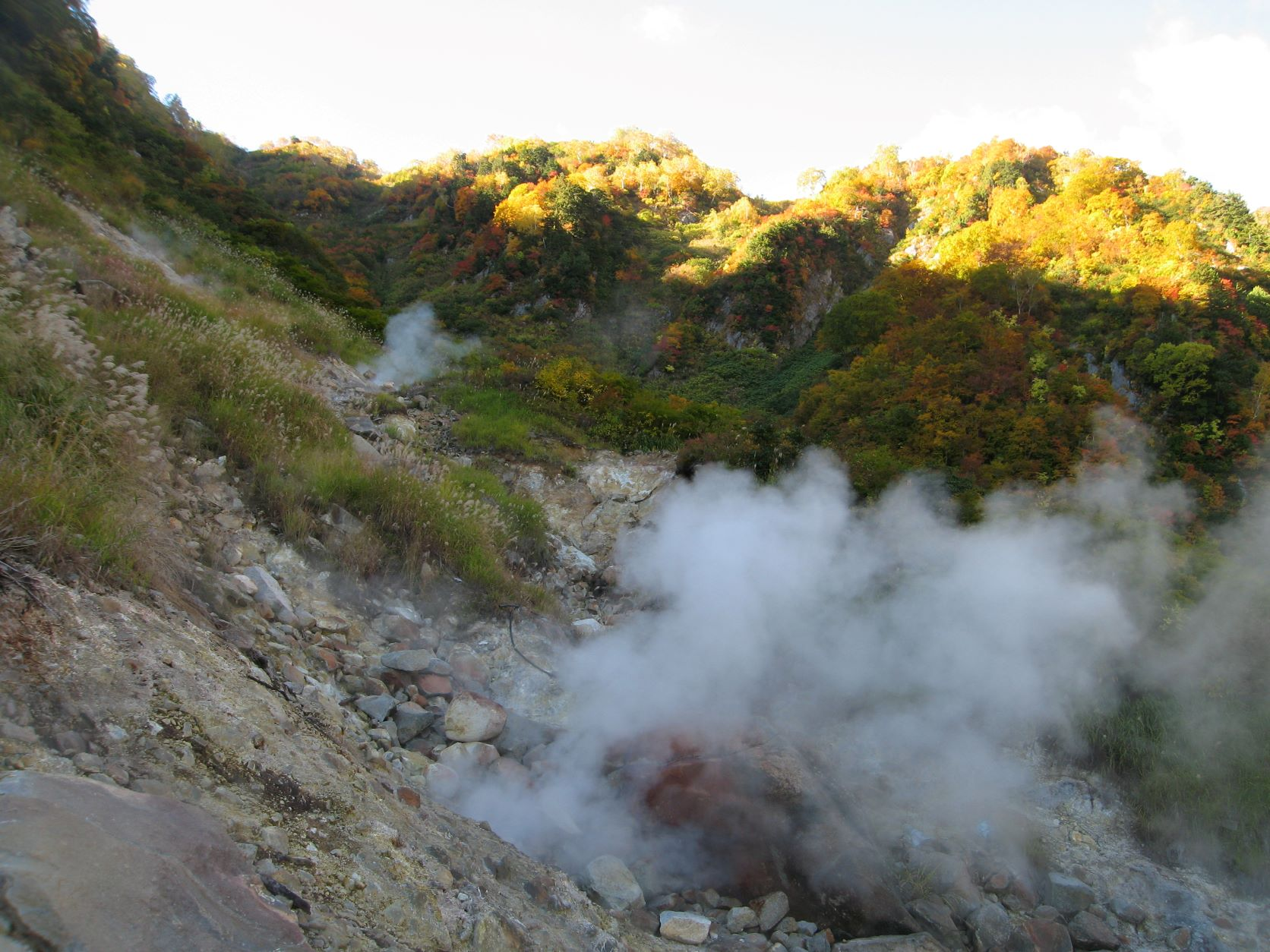
仙人温泉の噴気孔

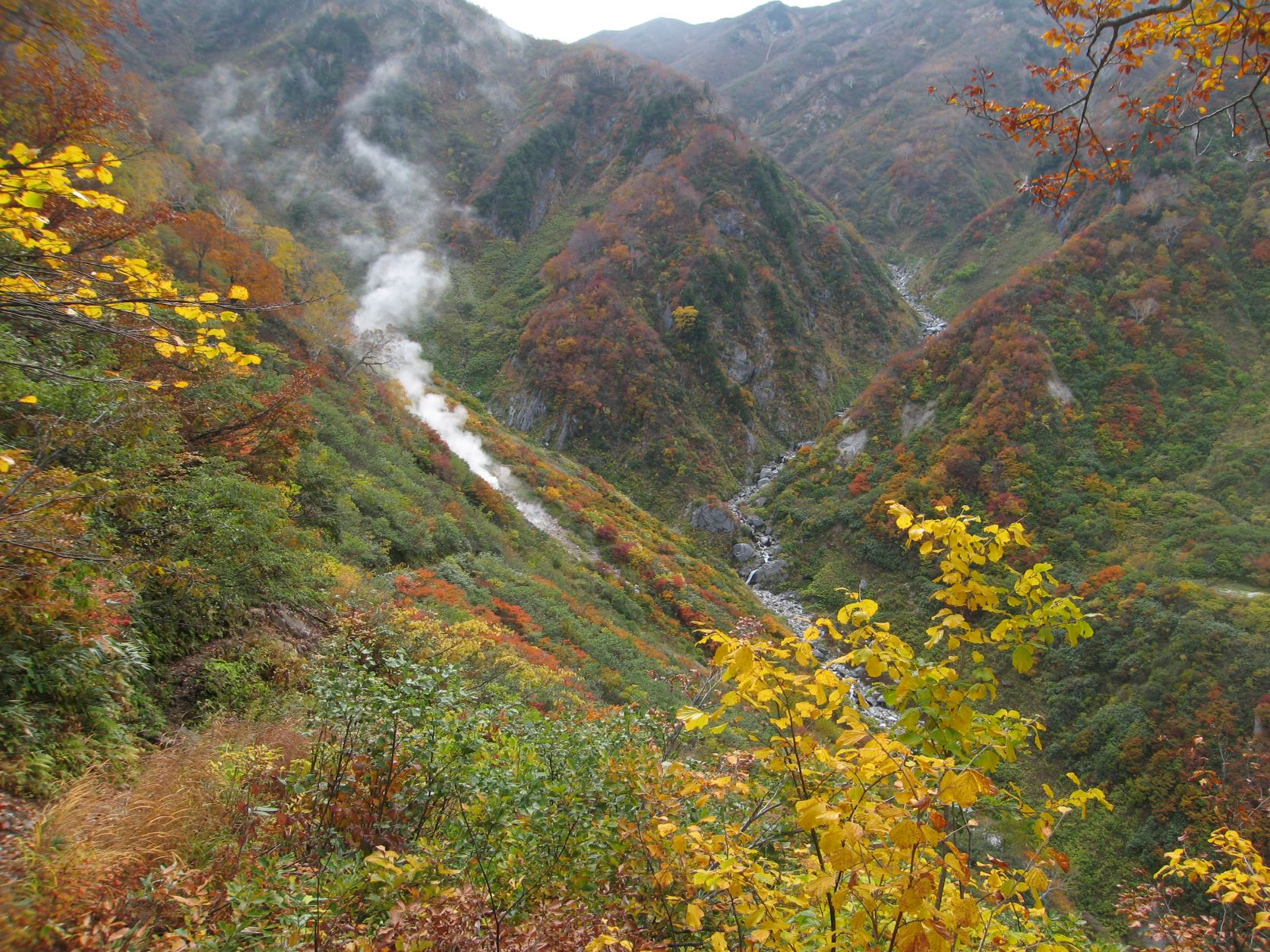
仙人温泉遠景

仙人温泉（せんにんおんせん）は、富山県黒部市宇奈月町黒部奥山仙人谷にある温泉。
黒部川支流の仙人谷沿い、標高約1,450メートルの位置にある。昔は修験道の行者が修行する地であり、当温泉近傍にある岩屋に修行僧が居着いたことが「仙人」の地名の由来となった。当温泉が所在する仙人谷やその源流地である仙人山、仙人山の南東にある仙人池なども同様である。

## 泉質
- 泉質：単純温泉[3]
- 湧出量：38 L/分（自然湧出）[3]
- 源泉温度：81.7℃[3]
- pH：3.25[3]
- 溶存物質：124.0 mg/kg[3]

## 仙人温泉小屋
一軒宿の山小屋「仙人温泉小屋」があるが、2021年に雪崩で建物が倒壊し、これ以降営業を休止して小屋の解体・整地を行っている。
営業休止までは、毎年登山シーズン（8月 - 9月）に開設されていた。キャンプ指定地はなく、また周辺は中部山岳国立公園内のためキャンプは禁止されている。最寄りのキャンプ指定地は、当温泉より東北東の黒部川本流沿いにある阿曽原温泉小屋である。
小屋には源泉から引いた露天風呂がある。かつては男女別の風呂があったが、2016年からは風呂一つのみで男女入替制となっている。小屋が閉鎖されている時は利用できない。
小屋は1956年頃にプレハブで設置されたのが始まりで、1987年に本設の小屋が建てられた。2001年より、埼玉県所沢市で設備工事業を営む3代目のオーナーが経営している。

## アクセス
黒部峡谷鉄道欅平駅より、黒部峡谷沿いに付けられた水平歩道を阿曽原温泉経由で仙人谷ダムまで歩き、そこから尾根上に付けられた雲切新道を登る。標高1,629 m地点から尾根を外れて仙人谷へ下り、源泉を経て仙人谷を左岸側へ渡ると仙人温泉小屋に至る。欅平駅からの一般的な所要時間は約10時間30分で、そのうち阿曽原温泉から当温泉までは5時間30分。経路上の山小屋およびキャンプ指定地は阿曽原温泉小屋のみである。
一方、室堂方面から剱岳北方稜線経由もしくは剱沢・真砂沢ロッジ経由で、または黒部ダム方面から内蔵助平経由もしくは日電歩道・仙人谷ダム経由で当温泉に至ることもできる。
温泉の一帯は、日本郵便の交通困難地として指定を受けているため、当地宛に郵便物を送付することはできない。